# Rolf Harris
Rolf Harris (Perth, 30 marzo 1930 – Berkshire, 10 maggio 2023) è stato un cantante, showman e pittore australiano.

## Biografia
Divenne noto per i brani Tie Me Kangaroo Down, Sport, entrato nelle Top 10 di Australia, Regno Unito e Stati Uniti d'America, e Jake the Peg. Negli anni sessanta e settanta del 1900 condusse programmi televisivi come Rolf's Cartoon Club e Animal Hospital. Nel 2005 dipinse un ritratto ufficiale di Elisabetta II.
Harris è morto per un cancro nel 2023.

## Vicende giudiziarie
Fu protagonista di 12 casi di aggressione a sfondo sessuale contro giovani donne e bambine tra il 1968 e il 1986. Il verdetto unanime arrivò al termine di un processo durato un mese e mezzo davanti al tribunale della corona di Southwark, a Londra. Il 4 luglio 2014 fu condannato a 5 anni e 9 mesi di reclusione.
Scontò la pena presso la prigione inglese di Stafford e fu rilasciato il 19 maggio 2017.